# تازه‌آباد (بخش مرکزی آمل)
تازه‌آباد روستایی در دهستان پائین خیابان لیتکوه بخش مرکزی شهرستان آمل استان مازندران ایران است.
این روستا در جهت شمالی با روستای نوآباد لیتکوه ، از جهت شمال غرب با روستای ورکاده و از جهت جنوب غربی با روستای سیاه لَش همجواری دارد .
محیط روستا دنج و دلنشین بوده و مردمان آرام و خونگرمی دارد ، خوشبختانه طی سالهای اخیر در مسیر پیشرفت و توسعه قرار گرفته و چهره ی روستا تغییرات مثبتی داشته ، به تازگی نیز برای رفاه مردم روستا مرکز مخابرات راه اندازی شده که زمینه ساز اعمال فیبر نوری به جهت بالابردن سرعت اینترنت می باشد.
در حال حاضر آقای یاسر کامیاب به عنوان دهیار و آقایان یوسف محمدنژاد ، حسن محمدنژاد و حسین رضایی به عنوان شورای روستا فعالیت دارند.

## جمعیت
بر پایه سرشماری عمومی نفوس و مسکن در سال ۱۳۹۵ جمعیت این روستا ۳۶۶ نفر (۱۲۹خانوار) بوده‌است.